# Семёнов, Михаил Васильевич
Михаи́л Васи́льевич Семёнов (18 октября 1933, Ростов-на-Дону, РСФСР, СССР — 9 ноября 2006, Москва, Россия) — советский баскетболист, двукратный серебряный призёр Олимпийских игр. Мастер спорта СССР (1955). Заслуженный мастер спорта СССР (1959).

## Биография
На Олимпиаде 1956 года в составе сборной СССР сыграл 8 матчей и стал обладателем серебряной медали. На следующих Играх Семёнов вновь выиграл серебро, проведя снова все 8 матчей.
Чемпион Спартакиады дружественных армий 1958.
Победитель Спартакиады народов СССР 1959 года в составе сборной Москвы.
Трёхкратный чемпион СССР в сезонах 1959/60, 1960/61 и 1961/62, двукратный обладатель Кубка чемпионов в сезонах 1960/61 и 1962/63
15 ноября 2013 года в УСК ЦСКА была поднята символическая майка Михаила Семенова с номером 10.

### Семья
Был женат, сын Александр (1956 г.р.).

## Награды
- Орден «Знак Почёта» (16.09.1960) — за успешные выступления в XVII летних и VIII зимних Олимпийских играх 1960 года, а также за выдающиеся спортивные достижения[5]